# Marea (álbum)
Marea es el tercer disco de la banda de rock argentina Cielo Razzo. Fue grabado y mezclado en 13 días durante el mes de febrero de 2005 en el estudio Circo Beat, propiedad de Fito Páez, en la ciudad de Rosario.
La presentación de su placa los lleva a tocar en un reducto de la ciudad de Buenos Aires llamado "El Teatro" que colman en agosto llevando casi 3000 personas en 3 presentaciones. Regresan en noviembre, para la inauguración de "El Teatro" del barrio de Flores, en el cual meten más de 3500 personas en 2 presentaciones. Mientras, tienen numerosas apariciones en televisión en varios canales de cable y aire de la ciudad de Buenos Aires (de alcance nacional) y que mueven más de 5000 almas a la ex sociedad rural de Rosario para un festejo de fin de año en diciembre.

## Arte de tapa
Fiel a su nombre, la portada delantera del disco contiene de fondo un mar inquieto con nubes en tono amarillo-naranja, el clásico logo de Cielo Razzo en color blanco y el nombre del disco. la portada trasera contiene el mismo mar pero sin nubes y el nombre de cada una de las canciones.

## Lista de temas
1. "Miradas" - 4:36
2. "Luminoso" - 4:19
3. "Alma En Tregua" - 4:06
4. "La Cruz" - 5:45
5. "La Roca" - 3:53
6. "Charlone" - 3:58
7. "Esa Brisa" - 4:26
8. "Vieja Caña" - 4:38
9. "Sola" - 4:22
10. "Buscando Más" - 4:07
11. "Cableluz" - 5:14
12. "Mi Refugio" - 5:02

## Músicos
- Pablo Pino: Voz, coros y armónica.
- Diego Almirón: Guitarras y coros.
- Fernando Aime: Guitarras
- Cristian Narváez: Bajo
- Javier Robledo: Batería
- Juan Pablo Bruno: Percusión

## Músicos invitados
- Marcelo Vizarri (Séptimo CR): Teclados en todos los temas.
- Pablo "Bonzo" Morelli: Guitarras en "Charlone", Slide en "Sola".
- Daniel "Alambre" González: Guitarras en "Charlone".